# شامل سعیدوف
شامل سعیدوف (روسی: Шамиль Магомедбаширович Саидов؛ زادهٔ ۲۱ مارس ۱۹۸۲) بازیکن فوتبال اهل روسیه است.
از باشگاه‌هایی که در آن بازی کرده‌است می‌توان به باشگاه فوتبال توران توووز، باشگاه فوتبال لوکوموتیو نیژنی نووگورود، باشگاه فوتبال آنژی مخاچ‌قلعه، و باشگاه فوتبال آرسنال تولا اشاره کرد.